# 전북특별자치도의 축제 목록
2004년 기준 전북특별자치도에서 열리는 축제는 총 32개다.

## 전북특별자치도
| 지역           | 축제 명                      | 개최시기     | 주요 내용 | 주최/주관                                 |
| -------------- | ---------------------------- | ------------ | --- | ----------------------------------------- |
| 전북특별자치도 | 전주세계소리축제             | 10월         | 판소리 중심 "소리"와 "음악" 축제                                                                                   | 전라북도 / 축제조직위원회                 |
| 고창군         | 모양성제                     | 10월         | 전국 답성놀이, 농경 체험,원님부임행차, 전통혼례식, 관아체험(마당극) 등                                             | (사)모양성제전회/각 사회단체              |
| 고창군         | 수산물 축제                  | 9월          | 풍어제, 갯벌풍천장어 잡기대회, 바지락캐기, 까기대회, 줄다리기,수산물요리품평회                                     | 수산물축제위/(사)한국수산업경영인연합회등 |
| 군산시         | 벚꽃 예술제                  | 4월          | 벚꽃아가씨 선발대회, 벚꽃가요제, 각종 예술 행사, 벚꽃전국장사씨름대회, 전주～군산간 마라톤                         | 군산시/군산예총                           |
| 군산시         | 종합 예술제                  | 10월         | 국악한마당, 뮤지컬(무용)공연, 문인작가 세미나, 전시회, 각종 공연 등                                                | 군산시/군산예총                           |
| 군산시         | 군산철새축제                 | 11월         | 철새탐조, 연날리기 체험, 각종 공연 등                                                                              | 군산시                                    |
| 군산시         | 주꾸미 축제                  | 3월          | 노래자랑, 풍물패 공연, 각종 공연 등                                                                                | 군산시                                    |
| 김제시         | 김제 지평선 축제             | 10월         | 농경문화체험행사, 벽골제사. 쌍용놀이, 입석줄다리기, 농경문화특별전시관, 농경문화 체험 행사등                       | 김제시/김제지평선축제제전위원회           |
| 김제시         | 하소 백련 축제               | 6월          | 백련꽃 굴락지 관람, 복사꽃아가씨선발대회, 연꽃전시 등 전시행사, 특화상품판촉행사                                   | 청운사                                    |
| 남원시         | 춘향제                       | 5월          | 춘향선발대회, 춘향제향, 춘향국악대전, 춘향그네뛰기, 춘향일대 재현, 전통목공예축제 등                               | (사)춘향문화 선양회/춘향제전위원회        |
| 남원시         | 흥부제                       | 10월         | 고유제, 흥부사랑백일장, 현대판 놀부전, 흥부놀부와 한컷, 흥부골길놀이, 창극 흥부가, 흥부박축제, 도예전시 및 시연 등 | 흥부제전위원회                            |
| 남원시         | 삼동굿놀이                   | 8월          | 당산제, 샘굿, 삼동서기, 지네밟기, 합굿                                                                             | 삼동굿보존위원회                          |
| 남원시         | 바래봉 철쭉제                | 4월 ~ 5월    | 바래봉 산신제, 터울림농악, 품바공연, 지리산야생화 전시, 향토 먹거리 장터개설 등                                    | 운봉애향회, 운봉읍사무소                  |
| 남원시         | 고로쇠 약수제                | 2월 ~ 3월    | 약수풍년산신제, 지리산뱀사골 걷기대회, 고로쇠 먹고 고함 지르기, 지리산 나물판매 등                                 | 산내면번영회, 산내면사무소                |
| 무주군         | 무주반딧불축제               | 6월          | 반딧불이신비탐사, 학술행사, 환경행사, 민속행사, 문화예술행사, 체험(참여)행사, 상설행사 등                          | 무주군/무주반딧불축제제전위원회           |
| 부안군         | 부안 예술제                  | 10월         | 매창시.가곡발표회, 부안풍물시화전시, 아름다운변산의풍경전, 각종 노래 대회 등                                       | 한국예총 부안지부                         |
| 순창군         | 순창민속예술제               | 11월         | 민속예술·민속놀이 경연 대회, 무대공연                                                                              | 순창군/순창문화원                         |
| 완주군         | 완주 대둔산 축제             | 10월         | 대둔산가요제, 곶감깍기대회, 전통국악 공연, 난타공연 등                                                             | 완주군/대둔산축제제전위원회               |
| 익산시         | 마한민속 예술제 (서동문화제) | 10월         | 서동선화혼례식, 무왕 즉위식, 한일민속음악협연, 사랑의 콘서트, 서동인형극, 해외 민속공연 등                         | 익산시/마한민속예술제전위원회             |
| 익산시         | 보석 문화 축제               | 10월         | 해외바이어 초청 무역 상담, 마술과 보석의 만남, 보석 가공 시연 및 체험 등                                           | 이리귀금속보석가공업협동조합              |
| 익산시         | 돌문화 축제                  | 10월         | 돌조각 경기대회, 돌다루기 재연, 아사달의 혼을 찾아서, 한국돌문화전, 석공예품 전시,                                 | 전국돌문화축제위원회                      |
| 임실군         | 의견 문화제                  | 4월          | 전국경견대회, 도그댄스, 최고명견선발, 미스.미스터dog선발대회, DOG디자인컨테스트, 애견패션쇼, 장기자랑, DOG스포츠   | 임실군/사)의견문화전승회                  |
| 임실군         | 소충사선 문화제              | 10월         | 무사고기원길놀이, 전국농악, 궁도대회, 전국 시조경창, 향토음식경연, 소충사선가요제, 국악한마당 등                   | 임실군, 소충사선문화제전위원회            |
| 장수군         | 의암주 논개 대축제           | 10월         | 전시체험행사,주논개선발, 한시백일장, 농악시연, 제례봉행, 주논개충절 마라톤 등                                      | (사)의암주논개정신선양회, 장수군          |
| 전주시         | 전주국제영화제               | 4월 또는 5월 | 영화상영, 심포지움, 세미나                                                                                         | 전주시/조직위                             |
| 전주시         | 전주 약령시 제전 행사        | 10월         | 한방관련 전시 및 진료 판매 및 약령 가용제                                                                          | 전주시/제전위원회                         |
| 전주시         | 전주 종이 문화 축제          | 5월          | 종이에 어린 흥망 성쇠 학술대회, 특별기획 및 전시, 종이의 멋                                                        | 전주종이문화축제 조직위원회               |
| 전주시         | 전주 풍남제                  | 4월 ~ 5월    | 풍물장터, 풍류 및 마당무대, 전라도장인관-무형문화재 민속놀이마당, 비빔밥 음식관, 비빔밥자료관                      | 전주시/풍남제전위원회                     |
| 전주시         | 전주 대사습놀이 전국대회     | 5월          | 판소리명창부, 농악부, 민요부,무용부, 기악부, 판소리일반부, 가야금 병창부, 시조부, 궁도부                           | 전주시/(사)전주대사습놀이보존회           |
| 정읍시         | 동학농민혁명 기념제          | 5월          | 참배, 기념제, 향토현재 현굿, 무주고혼천도제, 정읍녹두큰잔치 등                                                     | 사)갑오농민혁명계승사업회                 |
| 정읍시         | 정읍사 문화제 행사           | 10월         | 채수의례, 정읍사여인제례, 달맞이행사 등                                                                            | 사)정읍사문화제제전위원회                 |
| 정읍시         | 전국 민속 투우 축제          | 5월          | 전국투우대회, 투우캐릭터 공연, 품바공연, 전통민속 놀이, 농축산물전시판매 등                                        | (사)정읍민속투우협회                      |
| 진안군         | 마이산 벚꽃 축제             | 4월          | 금척무공연, 전라좌도 진안 물굿공연, 원앙부부시상, 전통혼례 시연, 산악 마라톤, 벚꽃축제 등                          | 진안군/진안문화원                         |
| 진안군         | 마이 문화제                  | 10월         | 마이산신제봉행, 금척무 공연, 진안풍물굿 경연대회, 마이백일장, 향토농특산품 전시판매장 등                           | 진안군/진안문화원                         |

## 같이 보기
- 서울특별시의 축제 목록
- 부산광역시의 축제 목록
- 대구광역시의 축제 목록
- 인천광역시의 축제 목록
- 광주광역시의 축제 목록
- 대전광역시의 축제 목록
- 울산광역시의 축제 목록
- 세종특별자치시의 축제 목록
- 경기도의 축제 목록
- 강원특별자치도의 축제 목록
- 충청북도의 축제 목록
- 충청남도의 축제 목록
- 전라남도의 축제 목록
- 경상북도의 축제 목록
- 경상남도의 축제 목록
- 제주특별자치도의 축제 목록